# カミュなんて知らない
『カミュなんて知らない』（カミュなんてしらない）は、2006年公開の日本映画である。柳町光男監督。2005年カンヌ国際映画祭出品作品。2005年ニューヨーク映画祭出品作品。PG-12指定。

## あらすじ
大学の文学部の「映画ワークショップ」で実際にあった「高校生による老婆殺人事件」を題材に映画を製作することになった学生たちの群像劇。「人を殺してみたかった」という高校生の心理を「正常」か「異常」かで学生たちが激論を交わす。

## 特徴
ロバート・アルトマン監督『ザ・プレイヤー』を意識した6分40秒の長回しでトップシーンが始まる。
立教大学の全面協力により、学生有志がインターンスタッフとして現場に参加している。

## 出演者・スタッフ

### 出演
- 柏原収史
- 吉川ひなの
- 前田愛
- 中泉英雄
- 黒木メイサ
- 田口トモロヲ
- 玉山鉄二（友情出演）
- 阿部進之介
- 鈴木淳評
- 伊崎充則
- 金井勇太
- たかだゆうこ
- 柳家小三治
- 本田博太郎
- 津村鷹志
- 今井和子
- 山谷初男

### スタッフ
- 監督・脚本：柳町光男
- 特別協力：立教大学
- 音楽：清水靖晃
- 撮影：藤澤順一
- 美術：斉藤岩男
- 照明：小野晃
- 録音：山田均
- 編集：吉田博
- 監督補：門奈克雄
- 助監督　東條政利
- 衣裳　浜井貴子
- メイク　小堺ナナ
- MA：アオイスタジオ
- 現像：IMAGICA
- スタジオ：日活撮影所
- プロデュース：清水一夫
- 製作：「カミュなんて知らない」製作委員会（プロダクション群狼、ワコー、Bugs film）
- 配給：ワコー、グアパ・グアポ

## 受賞
- 第18回東京国際映画祭 日本映画・ある視点部門 作品賞 受賞
- 第80回キネマ旬報ベスト・テン 日本映画ベスト・テン第10位選出[1]